# NCAA男子アイスホッケー選手権
NCAA男子アイスホッケー選手権（NCAA Men's Ice Hockey Championship）は、全米大学体育協会により年に1度、毎年3月から4月にかけて行われる大学アイスホッケーの全米選手権である。

## 概要
出場校はNCAAディビジョンIに所属する16校で、シングル・エリミネーション(勝ち残り式)トーナメント方式で準々決勝（地区決勝）までは4つの地区に分かれる。各地区の優勝校4校が4月に行われるフローズン・フォー（準決勝・優勝決定戦）でトーナメント方式により優勝校を決める。

## 出場校の選定
本トーナメントは、各カンファレンスのカレッジアイスホッケーのレギュラーシーズンの後に行われる全国プレイオフないしは全国大会的な要素を有しており、出場16校のうちの6校は、各カンファレンスのチャンピオンシップの優勝校から自動的に選出される。残りの10校は、NCAAが任命する選定委員会が一般選出（アットラージ）として成績優秀校から選定する。ディビジョンIのカンファレンスは以下の６つがある。なお、アリゾナ州立大学のようにカンファレンスに所属していない大学もある。
- アトランティック・ホッケー（Atlantic Hockey）
- ビッグ・テン・カンファレンス (Big Ten Conference)
- ECACホッケー・リーグ（ECAC Hockey League)
- ホッケー・イースト協会（Hockey East Association)
- 全米大学ホッケーカンファレンス（National Collegiage Hockey Conference）
- 西部大学ホッケー協会（Western Collegiate Hockey Association）

出場校のうち４校がレギュラーシーズンとカンファレンスチャンピオンシップの成績に基づいて第1シードから第4シードに割り振られ、それぞれ別の地区に割り振られる。この際、シード順に大学から近い会場で行われる地区に割り振られる。残りの12校は選定委員会が同成績などを勘案して各地区のトーナメントに割り振る。

## 歴代優勝回数
| 大学                 | 回数 | 優勝年                                                     |
| -------------------- | ---- | ---------------------------------------------------------- |
| デンバー             | 9    | 1958, 1960, 1961, 1968, 1969, 2004, 2005, 2017, 2022, 2024 |
| ミシガン             | 9    | 1948, 1951, 1952, 1953, 1955, 1956, 1964, 1996, 1998       |
| ノースダコタ         | 8    | 1959, 1963, 1980, 1982, 1987, 1997, 2000, 2016             |
| ウィスコンシン       | 6    | 1973, 1977, 1981, 1983, 1990, 2006                         |
| ボストン             | 5    | 1971, 1972, 1978, 1995, 2009                               |
| ボストンカレッジ     | 5    | 1949, 2001, 2008, 2010, 2012                               |
| ミネソタ             | 5    | 1974, 1976, 1979, 2002, 2003                               |
| レイクスペリオル州立 | 3    | 1988, 1992, 1994                                           |
| ミシガン州立         | 3    | 1966, 1986, 2007                                           |
| ミシガン工科         | 3    | 1962, 1965, 1975                                           |
| コロラドカレッジ     | 2    | 1950, 1957                                                 |
| コーネル             | 2    | 1967, 1970                                                 |
| メイン               | 2    | 1993, 1999                                                 |
| RPI                  | 2    | 1954, 1985                                                 |
| ミネソタダルース     | 2    | 2011, 2018                                                 |
| ボーリング・グリーン | 1    | 1984                                                       |
| ハーバード           | 1    | 1989                                                       |
| 北ミシガン           | 1    | 1991                                                       |
| イェール             | 1    | 2013                                                       |
| ユニオン             | 1    | 2014                                                       |
| プロビデンス         | 1    | 2015                                                       |
| マサチューセッツ     | 1    | 2021                                                       |